# Сесер (Илиноис)
Сесер (енгл. Sesser) град је у америчкој савезној држави Илиноис. По попису становништва из 2010. у њему је живело 1.931 становника.

## Демографија
Према попису становништва из 2010. у граду је живело 1.931 становника, што је 197 (9,3%) становника мање него 2000. године.
| Група             | 2000.         | 2010.         |
| Белци             | 2.095 (98,4%) | 1.858 (96,2%) |
| Афроамериканци    | 3 (0,1%)      | 3 (0,2%)      |
| Азијати           | 1 (0,0%)      | 7 (0,4%)      |
| Хиспаноамериканци | 11 (0,5%)     | 27 (1,4%)     |
| Укупно            | 2.128         | 1.931         |